# لاسه کاریلاینن
لاسه کاریلاینن (فنلاندی: Lasse Karjalainen؛ زادهٔ ۲۲ اکتبر ۱۹۷۴) بازیکن فوتبال اهل فنلاند بود.
از باشگاه‌هایی که در آن بازی کرده‌است می‌توان به باشگاه فوتبال هاکا اشاره کرد.
وی همچنین در تیم ملی فوتبال فنلاند بازی کرده‌است.